# Bolonyès
El Bolonyès (francès: Boulonnais) és una regió natural marítima i boscatge situada al litoral de la Mànega, al departament del Pas de Calais. Constitueix el lateral de la ciutat de Bolonya de Mar.
Es troba a la Costa d'Opale i forma part del parc natural regional dels caps i aiguamolls d'Opale (per a la majoria del seu territori, tret dels seus cinc municipis més urbans). Abans de la creació d'aquest parc l'any 2000, el territori formava part del parc natural regional del Bolonyès.
Primer com a comtat i després com a senescalia de la Picardia històrica, el Bolonyès fou adjuntat per l'Assemblea Constituent de 1789 al departament del Pas de Calais.
El territori constitueix el País Bolonyès i és, des del gener de 2009, dividit en 3 intercomunitats: la comunitat dels municipis de la terra dels dos caps al nord (Marquise), la comunitat d'aglomeració del Bolonyès al centre (Bolonya) i la comunitat dels municipis de Desvres - Samer a l'est (Desvres), per a un total de 74 municipis.

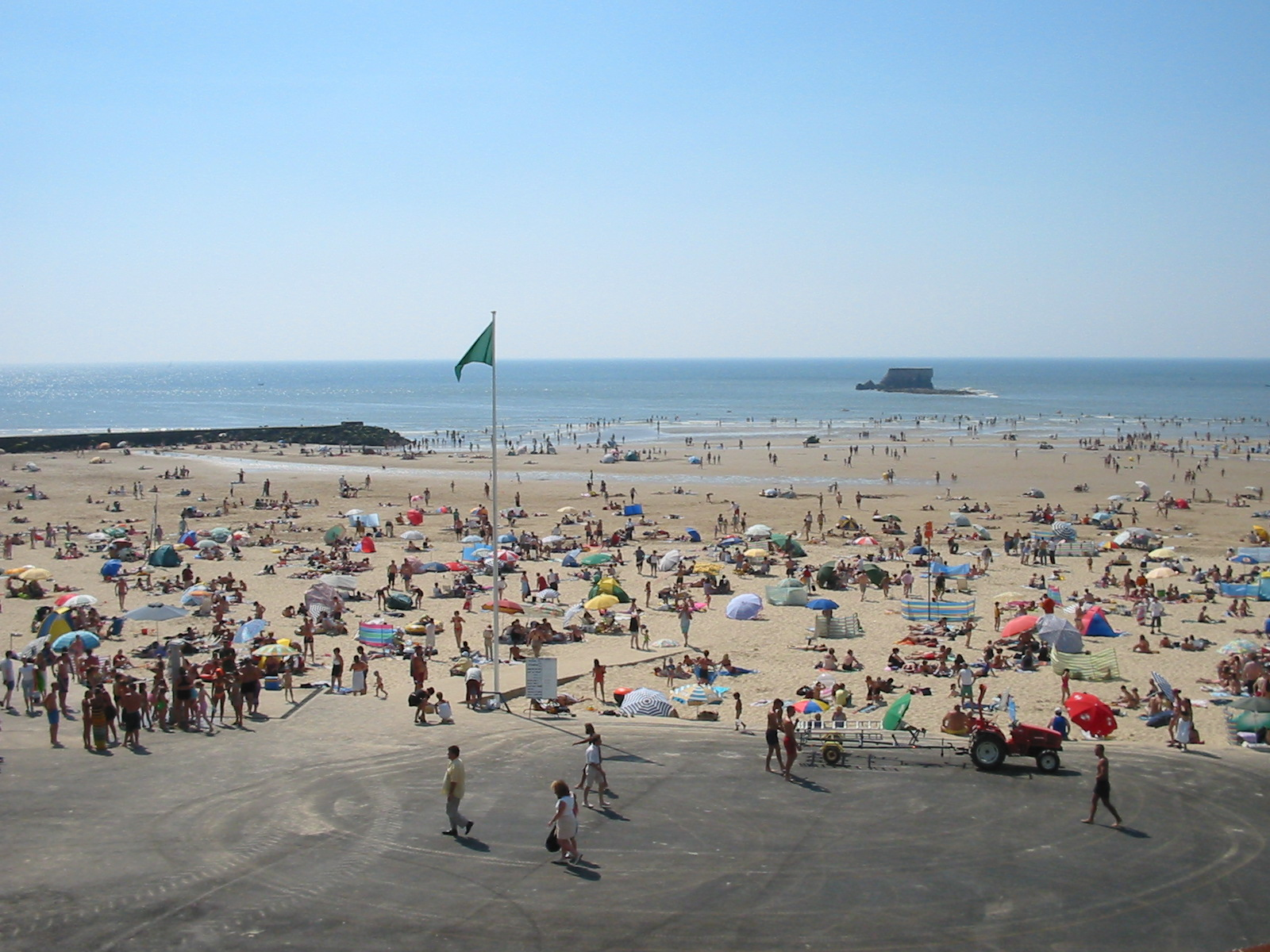
Platja del Portel i vista del Fort de l'Heurt.
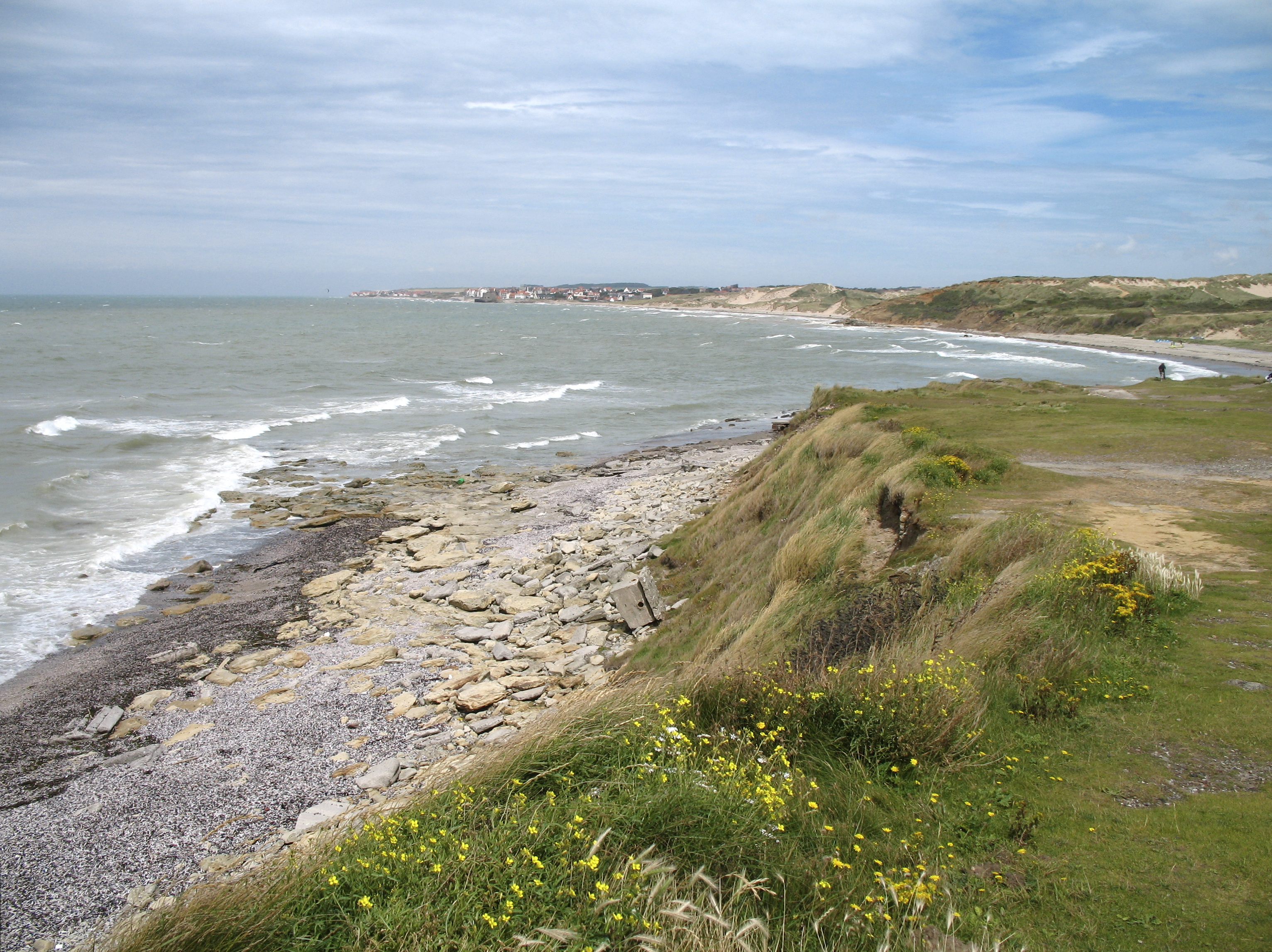
La Punta de les Oques a Wimereux.
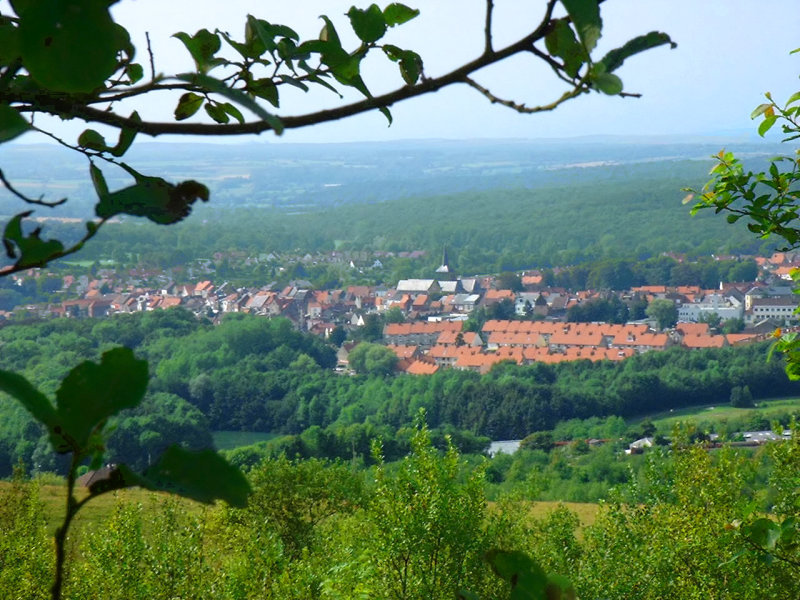
Desvres, enmig dels turons de boscos del Bolonyès.